# エレクトリックパープル
エレクトリックパープル（Electric purple）とは、エクストリームバイオレットやサイケデリックパープルに近い色で純色の一種。

## 近似色
- エクストリームバイオレット
- サイケデリックパープル